# Diadegma exareolator
Diadegma exareolator är en stekelart som beskrevs av Aubert 1964. Diadegma exareolator ingår i släktet Diadegma och familjen brokparasitsteklar. Inga underarter finns listade i Catalogue of Life.